# Coraciimorphae
Coraciimorphae là một nhánh chim bao gồm bộ Coliiformes (chim chuột) và nhánh Cavitaves (gõ kiến, bói cá, nuốc,...). Tên nhánh được đặt vào khoảng năm 1990, bởi Sibley và Ahlquist dựa trên nghiên cứu phân tích DNA-DNA vào khoảng năm 1970-1980. Tuy nhiên, nhánh Coraciimorphae của họ chỉ bao gồm Trogoniformes (nuốc) và Coraciiformes (bói cá).

## Phân loại
Sơ đồ phát sinh chủng loại nhánh Coraciimorphae dưới đây dựa trên Jarvis, E.D. et al. (2014) với một vài nhánh đặt tên theo Yuri, T. et al. (2013).

|                    | Bucerotiformes (hồng hoàng và đầu rìu)                                                               |
|                    | |
| Picodynastornithes | \| \| Coraciiformes (bói cá và sả rừng) \| \| \| \| \| \| Piciformes (gõ kiến và toucan) \| \| \| \| |
|                    | \| \| Coraciiformes (bói cá và sả rừng) \| \| \| \| \| \| Piciformes (gõ kiến và toucan) \| \| \| \| |
|                    | Coraciiformes (bói cá và sả rừng)                                                                    |
|                    | |
|                    | Piciformes (gõ kiến và toucan)                                                                       |
|                    | |

|  | Coraciiformes (bói cá và sả rừng) |
|  |                                   |
|  | Piciformes (gõ kiến và toucan)    |
|  |                                   |

|                    | Bucerotiformes (hồng hoàng và đầu rìu)                                                               |
|                    | |
| Picodynastornithes | \| \| Coraciiformes (bói cá và sả rừng) \| \| \| \| \| \| Piciformes (gõ kiến và toucan) \| \| \| \| |
|                    | \| \| Coraciiformes (bói cá và sả rừng) \| \| \| \| \| \| Piciformes (gõ kiến và toucan) \| \| \| \| |
|                    | Coraciiformes (bói cá và sả rừng)                                                                    |
|                    | |
|                    | Piciformes (gõ kiến và toucan)                                                                       |
|                    | |

|  | Coraciiformes (bói cá và sả rừng) |
|  |                                   |
|  | Piciformes (gõ kiến và toucan)    |
|  |                                   |

|                    | Bucerotiformes (hồng hoàng và đầu rìu)                                                               |
|                    | |
| Picodynastornithes | \| \| Coraciiformes (bói cá và sả rừng) \| \| \| \| \| \| Piciformes (gõ kiến và toucan) \| \| \| \| |
|                    | \| \| Coraciiformes (bói cá và sả rừng) \| \| \| \| \| \| Piciformes (gõ kiến và toucan) \| \| \| \| |
|                    | Coraciiformes (bói cá và sả rừng)                                                                    |
|                    | |
|                    | Piciformes (gõ kiến và toucan)                                                                       |
|                    | |

|  | Coraciiformes (bói cá và sả rừng) |
|  |                                   |
|  | Piciformes (gõ kiến và toucan)    |
|  |                                   |

|                    | Bucerotiformes (hồng hoàng và đầu rìu)                                                               |
|                    | |
| Picodynastornithes | \| \| Coraciiformes (bói cá và sả rừng) \| \| \| \| \| \| Piciformes (gõ kiến và toucan) \| \| \| \| |
|                    | \| \| Coraciiformes (bói cá và sả rừng) \| \| \| \| \| \| Piciformes (gõ kiến và toucan) \| \| \| \| |
|                    | Coraciiformes (bói cá và sả rừng)                                                                    |
|                    | |
|                    | Piciformes (gõ kiến và toucan)                                                                       |
|                    | |

|  | Coraciiformes (bói cá và sả rừng) |
|  |                                   |
|  | Piciformes (gõ kiến và toucan)    |
|  |                                   |

|                    | Bucerotiformes (hồng hoàng và đầu rìu)                                                               |
|                    | |
| Picodynastornithes | \| \| Coraciiformes (bói cá và sả rừng) \| \| \| \| \| \| Piciformes (gõ kiến và toucan) \| \| \| \| |
|                    | \| \| Coraciiformes (bói cá và sả rừng) \| \| \| \| \| \| Piciformes (gõ kiến và toucan) \| \| \| \| |
|                    | Coraciiformes (bói cá và sả rừng)                                                                    |
|                    | |
|                    | Piciformes (gõ kiến và toucan)                                                                       |
|                    | |

|  | Coraciiformes (bói cá và sả rừng) |
|  |                                   |
|  | Piciformes (gõ kiến và toucan)    |
|  |                                   |

|                    | Bucerotiformes (hồng hoàng và đầu rìu)                                                               |
|                    | |
| Picodynastornithes | \| \| Coraciiformes (bói cá và sả rừng) \| \| \| \| \| \| Piciformes (gõ kiến và toucan) \| \| \| \| |
|                    | \| \| Coraciiformes (bói cá và sả rừng) \| \| \| \| \| \| Piciformes (gõ kiến và toucan) \| \| \| \| |
|                    | Coraciiformes (bói cá và sả rừng)                                                                    |
|                    | |
|                    | Piciformes (gõ kiến và toucan)                                                                       |
|                    | |

|  | Coraciiformes (bói cá và sả rừng) |
|  |                                   |
|  | Piciformes (gõ kiến và toucan)    |
|  |                                   |

|                    | Bucerotiformes (hồng hoàng và đầu rìu)                                                               |
|                    | |
| Picodynastornithes | \| \| Coraciiformes (bói cá và sả rừng) \| \| \| \| \| \| Piciformes (gõ kiến và toucan) \| \| \| \| |
|                    | \| \| Coraciiformes (bói cá và sả rừng) \| \| \| \| \| \| Piciformes (gõ kiến và toucan) \| \| \| \| |
|                    | Coraciiformes (bói cá và sả rừng)                                                                    |
|                    | |
|                    | Piciformes (gõ kiến và toucan)                                                                       |
|                    | |

|  | Coraciiformes (bói cá và sả rừng) |
|  |                                   |
|  | Piciformes (gõ kiến và toucan)    |
|  |                                   |

|                    | Bucerotiformes (hồng hoàng và đầu rìu)                                                               |
|                    | |
| Picodynastornithes | \| \| Coraciiformes (bói cá và sả rừng) \| \| \| \| \| \| Piciformes (gõ kiến và toucan) \| \| \| \| |
|                    | \| \| Coraciiformes (bói cá và sả rừng) \| \| \| \| \| \| Piciformes (gõ kiến và toucan) \| \| \| \| |
|                    | Coraciiformes (bói cá và sả rừng)                                                                    |
|                    | |
|                    | Piciformes (gõ kiến và toucan)                                                                       |
|                    | |

|  | Coraciiformes (bói cá và sả rừng) |
|  |                                   |
|  | Piciformes (gõ kiến và toucan)    |
|  |                                   |